# Nicolai Philipsen
Nicolai Philipsen (* 14. Juli 1880 in Kopenhagen; † 3. März 1949 ebendort) war ein dänischer Turner.

## Leben und Karriere
Philipsen turnte für den Verein HG København aus Kopenhagen. Er nahm als Mitglied der dänischen Turnriege an den Olympischen Sommerspielen 1908 in London teil, die den Mannschaftsmehrkampf auf dem vierten Rang unter acht teilnehmenden Nationen mit insgesamt 378 von 480 möglichen Punkten beendete. Der Mehrkampf bestand aus einer bis zu 30 Minuten dauernden Gruppenübung nach dem schwedischen System. Der 24-köpfigen Riege gehörten außerdem Carl Andersen, Hans Bredmose, Jens Chievitz, Arvor Hansen, Christian Hansen, Ingvardt Hansen, Einar Hermann, Knud Holm, Poul Holm, Oluf Husted-Nielsen, Charles Jensen, Gorm Jensen, Hendrik Johansen, Harald Klem, Robert Madsen, Vigo Meulengracht Madsen, Lukas Nielsen, Oluf Olsson, Niels Petersen, Henrik Rasmussen, Viktor Rasmussen, Marius Thuesen und Niels Turin Nielsen an.